# R Persei
R Persei är en pulserande variabel av Mira Ceti-typ  i stjärnbilden Perseus. Stjärnan var den första i Perseus stjärnbild som fick en variabelbeteckning.
Stjärnan varierar mellan magnitud +8,1 och 14,8 med en period av 209,89 dygn.

## Fotnoter
1. ↑  Variabelstjärnornas beteckningar börjar med bokstäverna R-Z, därefter A-Q , följt av RR-ZZ och AA-QQ, varefter de börjar betecknas med bokstaven V och ett ordningsnummer, från och med V335.